# 2006年の映画/4月
- 1日
  - DIG!（ アメリカ合衆国）
  - バイバイ、ママ（ アメリカ合衆国）
  - ファイヤーウォール（ アメリカ合衆国）
  - トム・ダウド/いとしのレイラをミックスした男（ アメリカ合衆国）
  - DOOM（ アメリカ合衆国・ チェコ）
  - レアル ザ・ムービー（ スペイン）
  - ナイト・ウォッチ（ ロシア）
  - 三池 終わらない炭鉱の物語（ 日本）
  - 君はまだ、無名だった。（ 日本）
- 8日
  - キスキス,バンバン（ アメリカ合衆国）
  - 君とボクの虹色の世界（ アメリカ合衆国）
  - パパラッチ（ アメリカ合衆国）
  - プロデューサーズ（ アメリカ合衆国）
  - リバティーン（ イギリス）
  - 家の鍵（ イタリア・ フランス・ ドイツ）
  - 美しき運命の傷痕 ( フランス・ イタリア・ ベルギー・ 日本)
  - 風のファイター（ 韓国）
  - the EYE 2（ 香港・ タイ）
  - トカゲ女 （ タイ）
  - タイフーン/TYPHOON（ 韓国）
  - 映画監督になる方法（ 日本）
  - 立喰師列伝（ 日本）
  - 寝ずの番（ 日本）
  - 闇打つ心臓（ 日本）
- 15日
  - ナニー・マクフィーの魔法のステッキ（ イギリス）
  - モルタデロとフィレモン （ スペイン）
  - ジンガ （ ブラジル）
  - 緑茶（ 中国）
  - 連理の枝（ 韓国）
  - クライング・フィスト（ 韓国）
  - ダンサーの純情（ 韓国）
  - ヨコハマメリー（ 日本）
  - 名探偵コナン 探偵たちの鎮魂歌 ( 日本/アニメ)
  - クレヨンしんちゃん 伝説を呼ぶ 踊れ!アミーゴ! ( 日本/アニメ)
- 22日
  - アイス・エイジ2（ アメリカ合衆国/アニメ）
  - アンダーワールド: エボリューション（ アメリカ合衆国）
  - スポンジ・ボブ/スクエアパンツ（ アメリカ合衆国）
  - ニュー・ワールド（ アメリカ合衆国）
  - Vフォー・ヴェンデッタ（ アメリカ合衆国・ ドイツ）
  - ぼくを葬る（ フランス）
  - トム・ヤム・クン! （ タイ）
  - デュエリスト（ 韓国）
  - ディバージェンス （ 香港）
  - チェケラッチョ!!（ 日本）
  - ブレス・レス（ 日本）
- 29日
  - ブラッドレイン（ アメリカ合衆国）
  - ロンゲスト・ヤード（ アメリカ合衆国）
  - RENT/レント（ アメリカ合衆国）
  - ブロークン・フラワーズ（ アメリカ合衆国）
  - 僕の大事なコレクション（ アメリカ合衆国）
  - 隠された記憶 （ フランス・ オーストリア・ ドイツ・ イタリア）
  - 戦場のアリア （ フランス・ ドイツ・ イギリス）
  - 愛より強く （ ドイツ）
  - 太陽に恋して （ ドイツ）
  - ファザー、サン （ ドイツ・ ロシア・ フランス・ イタリア・ オランダ）
  - 夜よ、こんにちは （ イタリア）
  - プラハ! （ チェコ）
  - the EYE3（ 香港・ タイ）
  - キャッチ ア ウェーブ（ 日本）
  - 小さき勇者たち～GAMERA～（ 日本）
  - MAZE（ 日本）